# Джина Гершон

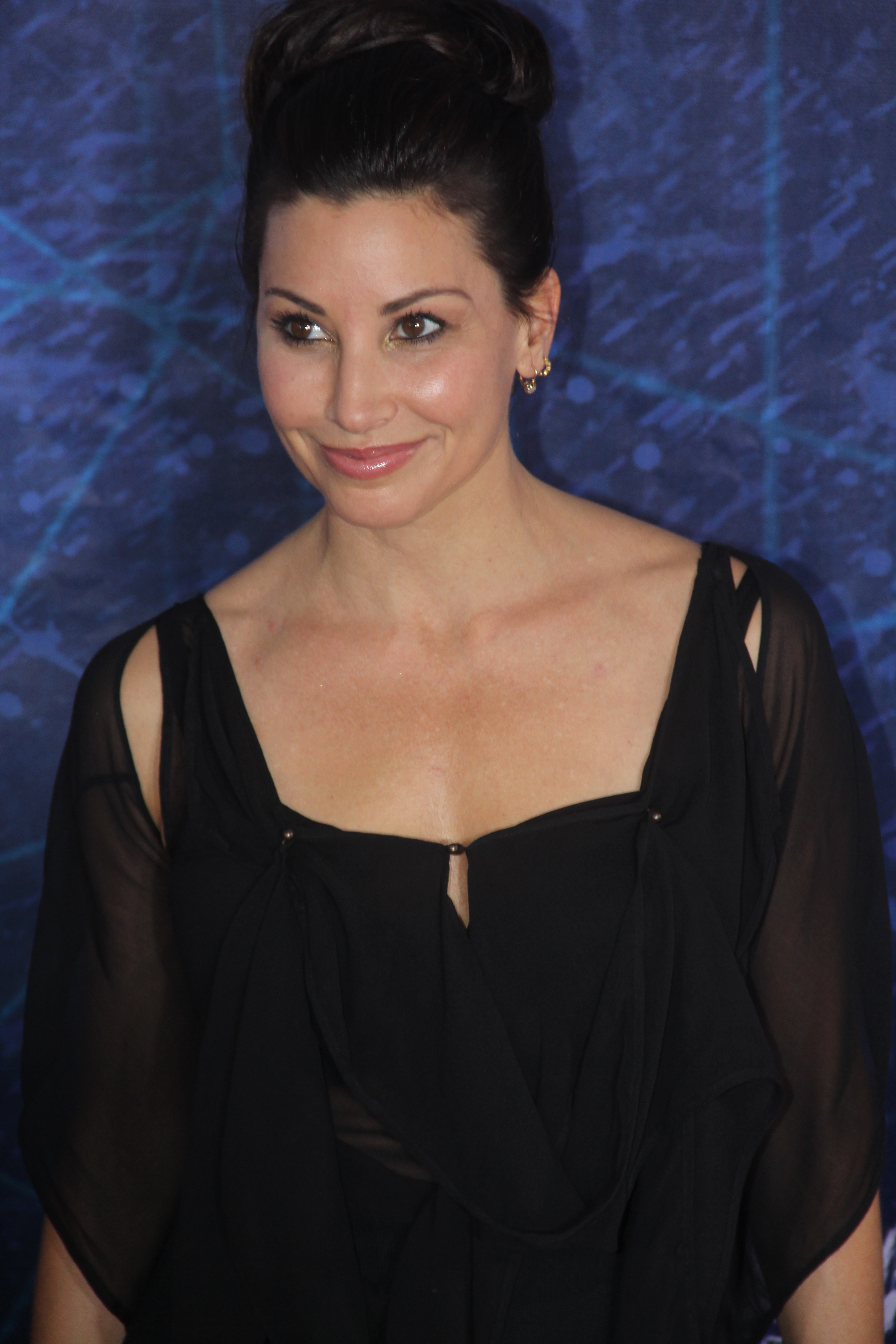

Джіна Гершон (англ. Gina Gershon; 10 червня 1962) — американська акторка. Відома своїми ролями в у фільмах «Коктейль» (1988), «Червона спека» (1988), «Стриптизерки» (1995), «Зв’язок» (1996), «Без обличчя» (1997), «Своя людина» (1999), «P. S. Я кохаю тебе» (2007), «Кіллер Джо» (2011). Вона також зіграла Гледіс Джонс у підлітковому драматичному серіалі від The CW «Рівердейл».

## Біографія
Народилася 10 червня 1962 року в Лос-Анджелесі, штат Каліфорнія, у єврейській родині. Батько, Стен Гершон — бізнесмен, мати, Міккі Коппел, працювала декоратором. Виросла в долині Сан-Фернандо разом із братом Деном і сестрою Трейсі. Навчалася в середній школі Беверлі Гіллз, потім у Коледжі Емерсон у Бостоні. Закінчила Нью-Йоркський університет зі ступенем бакалавра образотворчих мистецтв.
Стала співзасновницею театральної компанії Naked Angels.
Була номінована на премію «Сатурн» за ролі у фільмах «Зв'язок» (1996) та «Кілер Джо» (2011).

## Вибіркова фільмографія
| Рік  |    | Українська назва          | Оригінальна назва                             | Роль                           |
| ---- | -- | ------------------------- | --------------------------------------------- | ------------------------------ |
| 1981 | ф  |                           | Beatlemania                                   | танцівниця                     |
| 1985 | ф  |                           | Girls Just Want to Have Fun                   | танцівниця                     |
| 1986 | ф  |                           | 3:15                                          | Кобреттс                       |
| 1986 | ф  | Красуня у рожевому        | Pretty in Pink                                | Тромблі / тренер               |
| 1987 | ф  |                           | Sweet Revenge                                 | K.C.                           |
| 1988 | ф  | Червона спека             | Red Heat                                      | Кет Манзетті                   |
| 1988 | ф  | Коктейль                  | Cocktail                                      | Корал                          |
| 1990 | ф  |                           | Voodoo Dawn                                   | Тіна                           |
| 1991 | ф  | В ім'я справедливості     | Out for Justice                               | Патті Мадано                   |
| 1991 | ф  | Тропічна лихоманка        | Jungle Fever                                  | сусідка Енджі (сцени видалені) |
| 1991 | ф  |                           | City of Hope                                  | Лорі Рінальді                  |
| 1992 | ф  | Гравець                   | The Player                                    | Вітні Герш                     |
| 1993 | ф  |                           | Joey Breaker                                  | Дженні Чейзер                  |
| 1995 | ф  | Найкращі з найкращих 3    | Best of the Best 3: No Turning Back           | Марго Престон                  |
| 1995 | ф  | Шоугерлз                  | Showgirls                                     | Крістал Коннорс                |
| 1996 | ф  | Зв'язок                   | Bound                                         | Коркі                          |
| 1997 | ф  |                           | This World, Then the Fireworks                | Керол Лейквуд Мортон           |
| 1997 | ф  | Дотик                     | Touch                                         | Дебра Лозанн                   |
| 1997 | ф  | Без обличчя               | Face/Off                                      | Саша Гасслер                   |
| 1998 | ф  |                           | Palmetto                                      | Ніна                           |
| 1998 | ф  |                           | Lulu on the Bridge                            | Ганна                          |
| 1998 | ф  |                           | One Tough Cop                                 | Джої О'Хара                    |
| 1998 | ф  |                           | I'm Losing You                                | Лідія                          |
| 1999 | ф  | Своя людина               | The Insider                                   | Гелен Капереллі                |
| 2001 | ф  | Гонщик                    | Driven                                        | Кеті Егі                       |
| 2001 | ф  |                           | Picture Claire                                | Лілі Варден                    |
| 2002 | ф  | Чуваки                    | Slackers                                      | дівчина в клубі                |
| 2004 | ф  | Потрійна підстава         | Three Way                                     | Флоренс ДеКруа Хаген           |
| 2005 | тф | Категорія 7: Кінець світу | Category 7: The End of the World              | Джудіт Карр                    |
| 2005 | ф  | І останнє...              | One Last Thing...                             | Арлін                          |
| 2006 | ф  | Марнотратники життя       | Man About Town                                | Арлін Крейнер                  |
| 2006 | ф  | Схиблений                 | Delirious                                     | Дана                           |
| 2007 | ф  | P. S. Я кохаю тебе        | P.S. I Love You                               | Шерон Маккарті                 |
| 2008 | в  |                           | Just Business                                 | Марті Джеймсон                 |
| 2010 | в  | Перейти межу              | Across the Line: The Exodus of Charlie Wright | Меріел Гарца                   |
| 2011 | ф  | Кілер Джо                 | Killer Joe                                    | Шерла Сміт                     |
| 2012 | ф  | Літо. Однокласники. Любов | LOL                                           | Кеті                           |
| 2017 | ф  | 9/11                      | 9/11                                          | Єва                            |
| 2018 | ф  | Секс-контроль             | Blockers                                      | Кеті                           |
| 2019 | мф |                           | Red Shoes and the Seven Dwarfs                | Регіна (голос)                 |
| 2020 | ф  |                           | The Mimic                                     | жінка у барі                   |
| 2020 | ф  | Октагон: Боєць & Реслер   | Cagefighter: Worlds Collide                   | Макс Блек                      |
| 2020 | ф  |                           | People in Landscape                           | мати Алекса                    |
| 2020 | ф  | Фестиваль Ріфкіна         | Rifkin's Festival                             | С'ю                            |
| 2021 | ф  | Не дивися вгору           | Don’t Look Up                                 | Кеті Логолос                   |
| 2022 | ф  |                           | Emily the Criminal                            | Еліс                           |
| 2023 | ф  | День подяки               | Thanksgiving                                  | Аманда Коллінз                 |
| 2024 | ф  | Бордерлендс               | Borderlands                                   | Moxxi                          |